# Phosphatidat-Phosphatasen
Phosphatidat-Phosphatasen (PAP) (auch: Lipidphosphat-Phosphohydrolasen) sind Enzyme, die Phosphatreste von Phosphatidsäure abspalten. Damit sind sie unentbehrlich bei der Biosynthese der Triglyceride. Mehrere Enzyme mit dieser Funktion können außerdem Phosphat von anderen Phospholipiden abspalten und sind daher wichtig bei der Regulation der Signaltransduktion mittels Lysophosphatidsäure (LPA) und Sphingosin-1-phosphat (S1P).
Phosphatidat-Phosphatasen kommen in allen Lebewesen vor. Beim Menschen sind acht paraloge Proteine bekannt, die nicht alle Enzymfunktion besitzen und in verschiedenen Gewebetypen exprimiert werden. Die wichtigsten Isozyme, die durch ihr breites Wirkspektrum auch regulatorische Fähigkeiten besitzen, haben die Abkürzung PAP2-α, -β und -γ.

## Katalysierte Reaktion
+ H2O ⇒  + Pi
Phosphatidat wird zu Diacylglycerin hydrolysiert.